# 생물역학

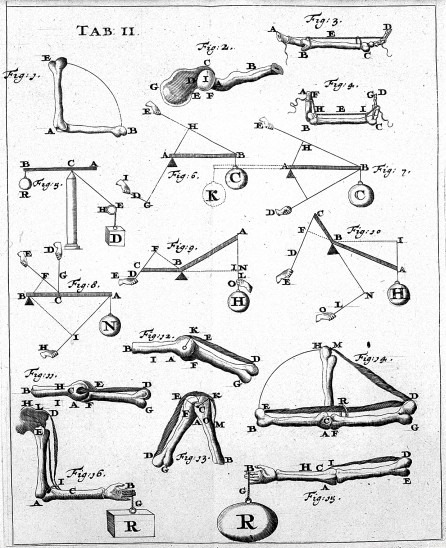

생물역학(生物力學, 영어: biomechanics)은 생물의 구조와 운동 역학으로 탐구하고 그 결과를 응용하는 것을 목적으로 하는 학문이다.
기계공학에서의 재료역학, 정역학, 역학, 유체역학의 원리와 방법을 주로 사용한다.
여무역학은 동물, 식물, 기관, 균류, 곰팡이 등과 같은 생물학적 시스템의 구조와 기능을 연구하는 방법이다.

## 같이 보기
- 바이오메카트로닉스
- 의공학